# Akatsuki Kain
Akatsuki Kain (架院 暁?, Kain Akatsuki) è un personaggio del manga e anime Vampire Knight ideato da Matsuri Hino.

## Personaggio
Akatsuki Kain è un vampiro di sangue nobile, capace di controllare il fuoco. È cugino di Aidoh, con il quale condivide la stanza, e spesso sono visti insieme. Quando le studentesse della Day Class, tramite un complicato ragionamento, hanno dato ad Aidoh il soprannome di Idol, per quello che Kain chiama il "colpo di rimbalzo" a lui è stato affidato il soprannome di Wild, perché più selvaggio.
Anche se non lo ammetterebbe mai, ammira particolarmente Yagari, che definisce il "vero Wild". Prova qualcosa per Ruka, e nel progredire della trama viene confermato il suo amore per lei, anche se non si è mai dichiarato. Quando Souen decide di partire, Kain e Aidoh la seguono. È insieme a Shiki, il vampiro più calmo e rilassato dell'intera Night Class, caratteristica che lo contrappone ad Aidoh, sempre vivace ed emotivo.